# Uvaria rufescens
Uvaria rufescens är en kirimojaväxtart som beskrevs av A. Dc. Uvaria rufescens ingår i släktet Uvaria och familjen kirimojaväxter. Inga underarter finns listade i Catalogue of Life.